# Morosini
Morosini a fost o familie nobilă venețiană, care a dat următorii dogi:

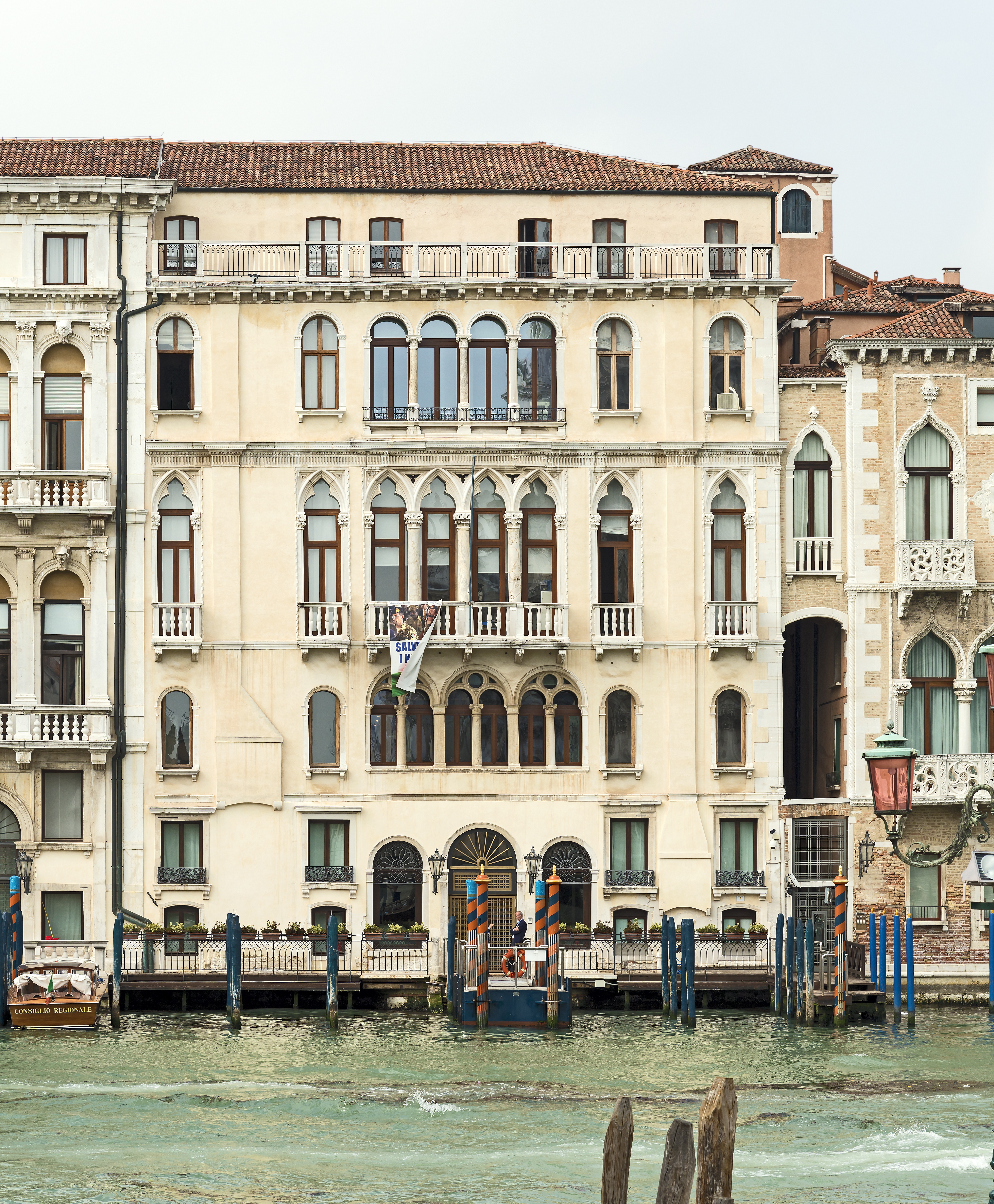
Palazzo Morosini Ferro Manolesso Veneția

- Domenico Morosini (1148-1156)
- Marino Morosini (1249-1253)
- Michele Morosini (1382)
- Francesco Morosini (1688-1694)